# Emam-Ali Habibi
Pour l’article homonyme, voir Goudarzi.
Emam-Ali Habibi Goudarzi (persan : امامعلی حبیبی گودرزی), né le 27 mai 1931 à Babol, est un lutteur libre, homme politique et acteur iranien.

## Carrière

### Carrière de lutteur
Il fait ses débuts internationaux aux Jeux olympiques d'été de 1956 à Melbourne où il remporte contre toute attente la médaille d'or dans la catégorie des moins de 67 kg. Il remporte ensuite une médaille d'or  aux Jeux asiatiques de 1958 à Tokyo et trois médailles d'or aux Championnats du monde de lutte, en 1959, 1961 et 1962. Il participe aux Jeux olympiques d'été de 1960 à Tokyo sans remporter de médaille. 
Il intègre le United World Wrestling Hall of Fame en 2007.

### Carrière politique
Il entre à l'Assemblée nationale consultative (en) en 1963, siégeant jusqu'en 1967.

### Carrière au cinéma
Il joue dans cinq films entre 1968 et 1970.

## Palmarès

### Jeux olympiques
- Médaille d'or dans la catégorie des moins de 67 kg aux Jeux olympiques d'été de 1956 à Melbourne

### Championnats du monde
- Médaille d'or dans la catégorie des moins de 73 kg aux Championnats du monde de lutte 1959 à Téhéran
- Médaille d'or dans la catégorie des moins de 73 kg aux Championnats du monde de lutte 1961 à Yokohama
- Médaille d'or dans la catégorie des moins de 78 kg aux Championnats du monde de lutte 1962 à Tolède

### Jeux asiatiques
- Médaille d'or dans la catégorie des moins de 67 kg aux Jeux asiatiques de 1958 à Tokyo